# Остин (Арканзас)
Остин (енгл. Austin) град је у америчкој савезној држави Арканзас.

## Демографија
По попису из 2010. године број становника је 2.038, што је 1.433 (236,9%) становника више него 2000. године.
| Група             | 2000.       | 2010.         |
| Белци             | 564 (93,2%) | 1.856 (91,1%) |
| Афроамериканци    | 1 (0,2%)    | 40 (2,0%)     |
| Азијати           | 0 (0,0%)    | 8 (0,4%)      |
| Хиспаноамериканци | 34 (5,6%)   | 87 (4,3%)     |
| Укупно            | 605         | 2.038         |